# Liška písečná
Liška písečná (Vulpes pallida) je malá psovitá šelma, která žije v polopouštních oblastech afrického Sahelu. Jedná se o nočního živočicha, jehož způsob života je poměrně málo probádaný. Je to všežravec, jenž požírá hlodavce, malé plazy, hmyz, ptáky, vejce, bobule a rostliny. Podle IUCN jde o druh, který je poměrně rozšířený a jemuž nehrozí žádné zásadní nebezpečí, tudíž je hodnocen jako málo dotčený.

## Popis
Liška písečná patří k menším druhům lišek. Tělo měří 38–45 cm, ocas 23–28 cm. Váha se pohybuje mezi 2 až 3,6 kg. Tělo je štíhlé, nohy jsou relativně dlouhé, uši nápadně velké. Zbarvení srsti je na hřbetě a bocích pískovo-krémové, na spodní části těla přechází až do téměř bílé, což je zohledněno v jejím druhovém jménu (pallida = (latinsky) bledá, anglicky "pale fox" – bledá liška). Ocas má černý konec a jeho vršek má zčásti černavý nádech.

## Rozšíření
Liška písečná žije v semiaridních oblastech Sahelu. Preferuje řídkou suchou savanu a polopoušť. Je rozšířená od Mauretánie k Rudému moři. Podle území svého výskytu vytváří několik poddruhů: Vulpes pallida pallida (Súdán), V. p. oertzeni (Čadská pánev), V. p. edwardsi (západní Afrika), V. p. harterti (Niger, Nigérie).

## Ekologie
Způsob života lišky písečné je velmi málo prozkoumaný. Je přizpůsobená k životu v prostředí s nedostatkem vody, i když čistě pouštním oblastem se spíše vyhýbá. Žije převážně nočním životem. Vyhrabává si rozsáhlé nory, kde přečkává největší denní vedra. Lišky žijí v rodinných skupinách – samec, samice a jejich potomci. Jedná se o všežravce. Loví různé hlodavce, ještěrky a další malé plazy, ptáky, dále požírá hmyz, vejce a ve větší míře než většina ostatních psovitých šelem i různé bobule a další části rostlin. V čelistech má poměrně velké stoličky, které jí pomáhají rozžvýkat i tvrdá semena rostlin.
Březost trvá jen 7–8 týdnů. Samice rodí obvykle 3–4 mláďata. Ta jsou odstavena po 6–8 týdnech.